# Puig de Coma Ermada
|  | Per a altres significats, vegeu «Puig de Coma Ermada (Setcases)». |

El Puig de Coma Ermada és una muntanya de 2.000 metres que es troba al municipi de Gombrèn, a la comarca catalana del Ripollès. Forma part de la Serra de Montgrony. Documentada des del 987 com a coma Anermada.